# 迈克·布登霍尔泽
麥可·文森特·布丹霍澤（英語：Michael Vincent Budenholzer，1969年8月6日—），曾擔任美國國家籃球協會密爾瓦基公鹿隊的主教練。
在加入亞特蘭大之前，布丹霍澤在聖安東尼奧馬刺度過了18個賽季，擔任主教練波波維奇的助理教練。

## 教練生涯
出生於亞利桑那州霍爾布魯克，1989至1993年期間就學於波莫納學院，是籃球和高爾夫校隊成員，並被評為優秀高年級運動員，畢業時拿到了政治、經濟與哲學的學士學位。
大學畢業後，他在丹麥為Vejle職業籃球俱樂部效力了一個球季(1993~1994)，場均27.5分(全隊最高)，同時還擔任球團的青訓系統所屬的兩支球隊總教練。NBA聖安東尼奧馬刺在1994-95賽季聘請他擔任視頻協調員，1996-97球季起被任命為助理教練。在身為馬刺隊一員的期間(1996~2013)，球隊贏得了四座NBA總冠軍。
在2013年NBA季后賽後，布丹霍澤離開聖安東尼奧馬刺，開始他新的職業生涯，擔任亞特蘭大老鷹總教練。
作為總教練的第一個賽季，老鷹以東區第8種子晉級季后賽，在第一輪對上第一種子印第安那溜馬最後以3:4出局，差點上演老八傳奇。
2014年12月獲選為東區當月最佳教練，在2015年NBA全明星賽前帶領老鷹隊成為東區分區第一，因而獲選為東區明星隊總教練，2015年1月老鷹17勝0敗，創下NBA有史以來單一月分17勝0敗的紀錄後，再度獲選為東區當月最佳教練，在他帶領下老鷹締造了新的隊史紀錄 - 單季60勝，並在季後賽與克里夫兰骑士爭奪分區冠軍，是老鷹隊48年來最長的季後賽之旅。4月21日，他獲選為2014-15 NBA年度最佳總教練並獲得紅衣主教獎盃（Red Auerbach Trophy）。
2015年6月30日，布丹霍澤晉升為籃球運營總裁，同時間韋斯威爾考克斯晉升為總經理，但布丹霍澤在籃球事務擁有最終決定權。
2015年8月1日，布丹霍澤擔任2015年NBA非洲表演賽團隊的助理教練。
在2015年9月19日，布丹霍澤入選波莫納皮特澤名人堂。 在2018年4月25日，老鷹決定和布丹霍澤分道揚鑣。
布丹霍澤已經跟公鹿隊達成4年長約協議，成為下一任的總教練。在2021年率領公鹿以4:2擊敗鳳凰城太陽，奪得隊史第二座冠軍，成為隊史第二個冠軍教頭。布丹霍澤已經跟公鹿隊達成3年協議，合約到2024至2025年賽季才結束。
在2023年NBA季後賽中遭到第8種子迈阿密热火淘汰後，雖然還有兩年合約，公鹿最終於5月5日決定開除布丹霍澤。
2024年休賽季，布丹霍澤與鳳凰城太陽簽訂一份5年5,000萬美金的總教練合約。然而球隊卻未進入季後賽甚至附加賽，僅排名西區第十一名，布丹霍澤於三年內兩度被炒掉總教練一職。

## 主教练战绩
| 队伍 | 赛季    | 常规赛 | 常规赛 | 常规赛 | 常规赛 | 常规赛 | 季后赛 | 季后赛 | 季后赛 | 季后赛 | 季后赛        |
| 队伍 | 赛季    | 比赛   | 胜     | 负     | 胜率   | 排名   | 比赛   | 胜     | 负     | 胜率   | 结果          |
| ---- | ------- | ------ | ------ | ------ | ------ | ------ | ------ | ------ | ------ | ------ | ------------- |
| ATL  | 2013-14 | 82     | 38     | 44     | .463   | 4      | 7      | 3      | 4      | .429   | 第一輪失利    |
| ATL  | 2014-15 | 82     | 60     | 22     | .732   | 1      | 16     | 8      | 8      | .500   | 東區決賽失利  |
| ATL  | 2015-16 | 82     | 48     | 34     | .585   | 2      | 10     | 4      | 6      | .400   | 第二輪失利    |
| ATL  | 2016-17 | 82     | 43     | 39     | .524   | 2      | 6      | 2      | 4      | .333   | 第一輪失利    |
| ATL  | 2017-18 | 82     | 24     | 58     | .293   | 5      | 0      | 0      | 0      | 0      | 未進入季後賽  |
| MIL  | 2018-19 | 82     | 60     | 22     | .732   | 1      | 15     | 10     | 5      | .667   | 東區決賽失利  |
| MIL  | 2019-20 | 73     | 56     | 17     | .767   | 1      | 10     | 5      | 5      | .500   | 第二輪失利    |
| MIL  | 2020-21 | 72     | 46     | 26     | .639   | 1      | 23     | 16     | 7      | .696   | 贏得NBA總冠軍 |
| MIL  | 2021-22 | 82     | 51     | 31     | .622   | 1      | 12     | 7      | 5      | .583   | 第二輪失利    |
| MIL  | 2022-23 | 82     | 58     | 24     | .707   | 1      | 5      | 1      | 4      | .200   | 第一輪失利    |
| PHO  | 2024-25 | 82     | 36     | 46     | .439   | 5      |        |        |        | –      | 未進入季後賽  |
| 总计 | 总计    | 883    | 520    | 353    | .596   |        | 104    | 56     | 48     | .538   |               |